# Beaumont (Haute-Loire)
Beaumont is een gemeente in het Franse departement Haute-Loire (regio Auvergne-Rhône-Alpes) en telt 261 inwoners (2004). De plaats maakt deel uit van het arrondissement Brioude.

## Geografie
De oppervlakte van Beaumont bedraagt 12,2 km², de bevolkingsdichtheid is 21,4 inwoners per km².
De onderstaande kaart toont de ligging van Beaumont (Haute-Loire) met de belangrijkste infrastructuur en aangrenzende gemeenten.

## Demografie
Onderstaande figuur toont het verloop van het inwonertal (bron: INSEE-tellingen).